# Mehmet Fuat Köprülü
Mehmet Fuat de Köprülü (5 de dezembro de 1890 – 28 de junho de 1966), também conhecido como Köprülüzade Mehmed Fuad, foi o mais influente Turcologista, Professor Titular, Ministro das Relações Externas e Vice-Primeiro-Ministro da República da Turquia. Um descendente da ilustre família Köprülü, cuja influência em moldar a história Otomana, entre 1656 e 1683, pode ter superado até mesmo a influência da Casa de Osman, Fuat de Köprülü foi uma figura chave na intersecção entre profissionais do ensino e políticos no início do século XX, na Turquia. Como historiador e intelectual, seus livros, artigos, ensaios e poemas criaram um "cânone da cultura turca e identidade nacional", desde o recém-formada República da Turquia, com fontes académicas de turcologia.

## Biografia

### Infância e Educação
Fuat de Köprülü nasceu na cidade de Istambul, em 1890 como Köprülüzade Mehmed Fuad. Seu avô paterno, Ahmet Ziya Bey, foi o embaixador de Bucareste, e Ahmet Ziya Bey era filho do chefe da Chancelaria Imperial de Estado (Divan-i Humayun Beylikcisi), Köprülüzade Arif Bey. Köprülüzade Arif Bey era descendente de Köprülüs do século XVII, uma excepcional dinastia de Grão-Vizires cujas reformas e conquistas atrasou o colapso do Império Otomano. Fuat de Köprülü foi nomeado após o primeiro Grão-Vizir da era de Köprülü, Köprülü Mehmed Pasha.
Fuat de Köprülü recebeu sua educação formal em Ayasofya Rusdiyesi e Mercan Idadisi, formada por autoridades otomanas para modernizar e reformar o Império Otomano, mais propriamente o sistema de ensino. Em 1905, enquanto era um estudante de Mercan Idadisi, com apenas 15 anos de idade, a revista Musavver Terakki publicou três poemas de Fuat de Köprülü. No momento em que ele entrou na Faculdade de Direito da Universidade de Istambul, com a idade de 17, Fuat de Köprülü já tinha um excelente comando do francês, persa e árabe. Seu primeiro livro, Hayat-eu Fikriyye (A Vida Intelectual), foi publicado quando ele tinha 19 anos de idade. Depois de três anos de estudo, Fuat de Köprülü abandonou a faculdade de Direito por causa da má qualidade do ensino, dizendo que o diploma era "não vale a perda de tempo que isso acarretaria."

### O surgimento de um Intelectual Nacionalista

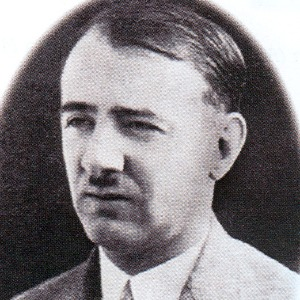
Uma imagem de Mehmet Fuat de Köprülü em seus primeiros dias

De 1910 a 1913, Fuat de Köprülü ensinou língua turca e literatura em várias escolas em Istambul, incluindo no prestigiado liceu de Galatasaray. Fuat de Köprülü inicialmente se opôs ao movimento literário conhecido como Nova Linguagem, que procurou simplificar o idioma turco, e escreveu artigos para a revista Servet-i Funun, usando um estilo literário compreensível apenas para os mais instruídos otomanos e intelectuais. Fuat de Köprülü mudou seu estilo de escrita e política durante a guerra dos Balcãs. Em 6 de fevereiro de 1913, o dia depois de o exército búlgaro ter atacado as linhas otomanas, nos arredores de Istambul, Turk Yurdu revista, um bastião de prosa e nacionalismo turco, publicou o primeiro de muitos artigos populares e patrióticos de 23 anos Fuat de Köprülü: "Umit cinco Azim" (Esperança e Determinação), "Hicret Matemleri" (Luto Migração), "Turk un Duasi" (Uma Oração Turca), e "Turkluk, Islamlik, Osmanlilik" (Turcologia, Islamismo e Otomanismo).
No final de 1913, Fuat de Köprülü publicou seu seminal e amplamente elogiado artigo académico, "Turk Edebiyati Tarihinde Usul" (O Método em História Literária Turca), em Bilgi Mecmuasi. Ele argumentou que os historiadores devem não só investigar reis, vizires, comandantes e estudiosos, mas as pessoas comuns também. Fuat de Köprülü acreditava que, além dos registros públicos e oficiais de historiadores, deve-se também estudar a arte, a arqueologia, a literatura, a língua, o folclore e as tradições orais. Seu apelo para os historiadores para o estudo de história social, foi única, e à frente de seu tempo, que a Escola de Annales, na França, famosa por abraçar uma abordagem semelhante na revista Annales d'histoire economique et sociale, não surgiram até 1929, 16 anos após a publicação de "Turk Edebiyati Tarihinde Usul." Um mês após a publicação do artigo, Fuat de Köprülü foi nomeado Professor de História da Literatura Turca na Universidade de Istambul. Ele tinha apenas 23 anos de idade.

### Vida Política
Em 1935, a pedido do Presidente Ataturk, Fuat de Köprülü juntou-se o partido único do regime no Parlamento Turco como um Kars-adjunto, e foi eleito novamente em 1939 e 1943. Em 1945, como chamadas para estabelecer uma democracia multipartidária aumentou após a II Guerra Mundial, Fuat de Köprülü juntou-se à oposição e foi demitido do partido, juntamente com Adnan Menderes e Refik Koraltan. Em 1946, Menderes, Koraltan e Köprülü, juntamente com o Celal Bayar, formaram o Partido Democrático. Fuat de Köprülü tornou-se Ministro dos Negócios Estrangeiros, quando o Partido Democrata chegou ao poder nas eleições de 1950, e serviu nesse cargo até 1956. Fuat de Köprülü também serviu brevemente como Vice-Primeiro-Ministro, em 1955. Em 6 de setembro de 1957, Fuat de Köprülü demitiu-se do Partido Democrático depois em desacordo com as tendências autoritárias apresentado pela liderança do partido.

### Morte
Fuat de Köprülü morreu em 28 de junho de 1966.

## Trabalhos
Um grande estudioso e intelectual, Fuat de Köprülü escreveu mais de 1500 poemas, ensaios, artigos e livros. Um Mehmet Fuat Koprulu Programa de Bolsa de estudos foi recentemente criada para fornecer fundos para os estudantes turcos para realizar Doutorado estudar na Universidade de Cambridge. Seus trabalhos incluem o seguinte:
- Yeni Osmanlı Tarih-i Edebiyatı (1916)
- Türk Edebiyatında Laia Mutasavvıflar (1918)
- Nasrettin Hoca (1918)
- Türk Edebiyatı Tarihi (1920)
- Türkiye Tarihi (1923)
- Bugünkü Edebiyat (1924)
- Azeri Edebiyatına Ait Tetkikler (1926)
- Milli Edebiyat Cereyanının Laia Mübeşşirleri ve Divan-ı Türk-i Basit (1928)
- Türk Saz Şairleri Antolojisi (1930-1940, üç cilt)
- Türk Díli ve Edebiyatı Hakkında Araştırmalar (1934)
- Anadolu da Türk Díli ve Edebiyatı nın Tekamülüne Bir Bakış (1934)
- Osmanlı Devleti nin Kuruluşu (1959)
- Edebiyat Araştırmaları Külliyatı (1966)
- İslam ve Türk Hukuk Tarihi Araştırmaları ve Vakıf Müessesesi (1983)

### Traduções
- Türk Edebiyatında Laia Mutasavvıflar foi traduzido para o inglês como Início de Místicos em turco Literatura por Gary Leiser e Robert Dankoff em 2006